# Liste der Naturdenkmale in Maitzborn
Die Liste der Naturdenkmale in Maitzborn nennt die im Gemeindegebiet von Maitzborn ausgewiesenen Naturdenkmale (Stand 13. Mai 2024).

## Naturdenkmale
| Nr.         | Bezeichnung                    | Lage                                                | Beschreibung     | Bild                                    |
| ----------- | ------------------------------ | --------------------------------------------------- | ---------------- | --------------------------------------- |
| ND-7140-031 | Hainbuche                      | südlich des Ortes; Flur Bei der Womrather Heck Lage | Carpinus betulus | Direkt Bild zu diesem Denkmal hochladen |
| ND-7140-032 | Eiche auf dem Kinderspielplatz | Schulstraße, neben Nr. 2 Lage                       | Quercus sp.      | Direkt Bild zu diesem Denkmal hochladen |
| ND-7140-033 | Eiche                          | nördlich des Ortes; Flur Im Wilborner Grund Lage    | Quercus sp.      | Direkt Bild zu diesem Denkmal hochladen |